# Stand Up (Cynthia Erivo)
Stand Up è un singolo della cantante e attrice inglese Cynthia Erivo, pubblicato il 25 ottobre 2019 come canzone principale della colonna sonora del film biografico Harriet (2019).

## Descrizione
Nel 2017, la cantante e attrice inglese Cynthia Erivo è stata scelta per interpretare l'attivista Harriet Tubman, che aiutò decine di schiavi neri a fuggire dalla schiavitù, nel film biografico Harriet, uscito nelle sale cinematografiche statunitensi il 7 novembre 2019.
Dopo la fine delle riprese, la Erivo ha lavorato, assieme al compositore Joshuah Brian Campbell, alla scrittura della canzone, che nel film accompagna tutti i titoli di coda.
Dal punto di vista musicale, la Rolling Stone ha definito la canzone una "ballata con tinte gospel".
Per quanto riguarda il testo, la rivista Billboard ha scritto che il brano tocca temi come la speranza e il superamento degli ostacoli, che si può raggiungere solo se si agisce tutti insieme. Inoltre, nel testo della canzone compaiono anche le ultime parole che l'attivista Harriet Tbman pronunciò prima di morire: "I go to prepare a place for you" ("Vado a preparare un posto per voi").

## Video musicale
Il videoclip ufficiale della canzone, in cui si vede la cantante eseguire il brano su un palco illuminato da un'unica luce, è stato pubblicato su YouTube l'8 novembre 2019.

## Promozione
Cinthya Erivo ha cantato per la prima volta dal vivo la canzone in una commovente performance durante la cerimonia di premiazione degli Oscar 2020, durante i quali Stand Up è stata candidata all'Oscar alla miglior canzone originale, ma non ha vinto. La canzone è stata inoltre nominata per il Golden Globe e il Grammy.

## Accoglienza
La canzone è stata acclamata all'unanimità dalla critica musicale. Variety l'ha definita "un potente inno per i diritti civili, per la dignità e la libertà in generale". La canzone è diventata successivamente molto popolare anche sui social e in particolare su TikTok, in cui è stata adottata anche come canzone per i diritti delle donne.

## Riconoscimenti
La canzone ha vinto il "Society of Composers & Lyricists Award" per la migliore canzone originale in un film, oltre alle candidature sottostanti.
- 2020 - Premio Oscar
  - Candidatura per la migliore canzone originale a Cynthia Erivo
- 2020 - Golden Globe
  - Candidatura per la migliore canzone originale a Cynthia Erivo
- 2021 - Grammy Award
  - Candidatura per la migliore canzone scritta per i media visivi a Cynthia Erivo[12]
- 2020 - Critics' Choice Movie
  - Candidatura per la migliore canzone[13]

## Classifiche
| Classifica (2020–2021)          | Posizione massima |
| ------------------------------- | ----------------- |
| Ungheria                        | 36                |
| Svezia                          | 2                 |
| Stati Uniti (Billboard Hot 100) | 31                |